# Eurynome aspera
Eurynome aspera är en kräftdjursart som först beskrevs av Thomas Pennant 1777.  Eurynome aspera ingår i släktet Eurynome och familjen maskeringskrabbor. Enligt den svenska rödlistan är arten sårbar i Sverige. Arten förekommer i Götaland. Artens livsmiljö är havet. Inga underarter finns listade i Catalogue of Life.